# 自由が丘北公園
自由が丘北公園（じゆうがおかきたこうえん）は兵庫県三木市志染町吉田に所在する運動公園である。
三木市立自由が丘中学校の南側に位置し、従来はスポーツ広場として利用されていたが、施設と整備の充実を図るために野球場を中心にして改修され、1988年（昭和63年）7月31日、開園した  。

## 設備
野球場は有料であり、レフトとライトの長さは両翼90m、センターの長さは100mある。総工費3000万円であり、面積は1万平方メートルある。但し、場内では硬式野球は使用禁止である。
公園の駐車場はディサービス自由が丘と共用している。

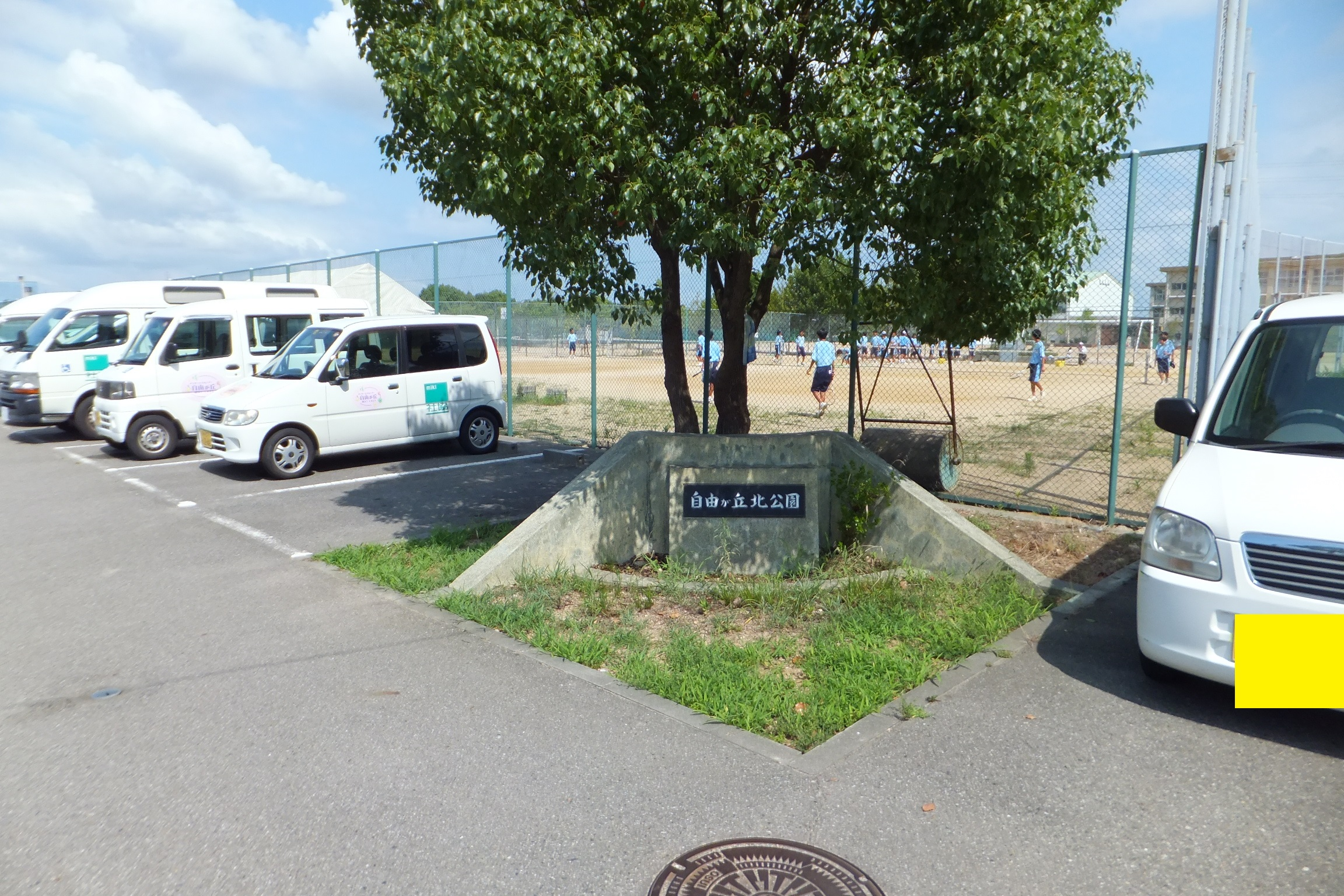
表札
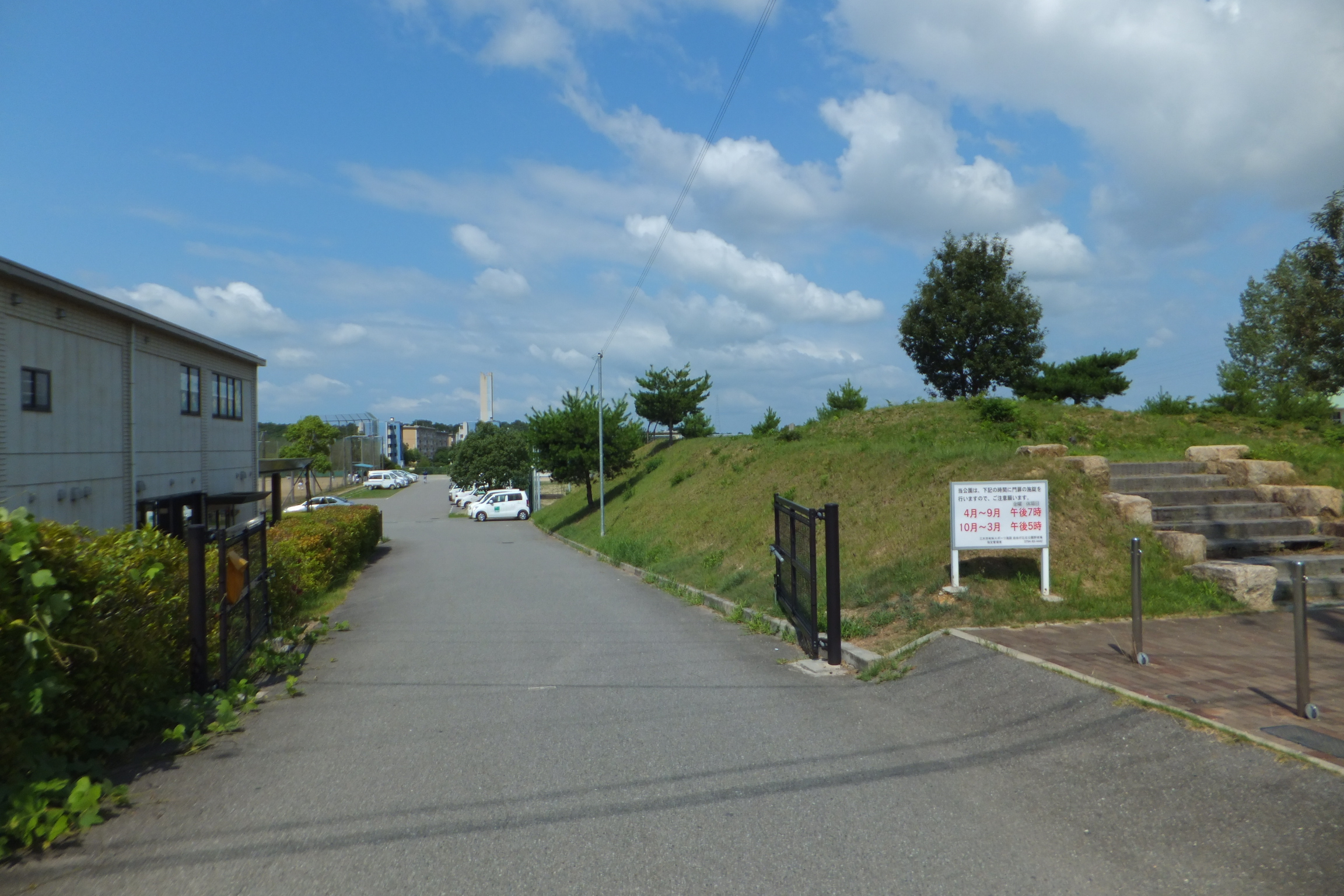
正門
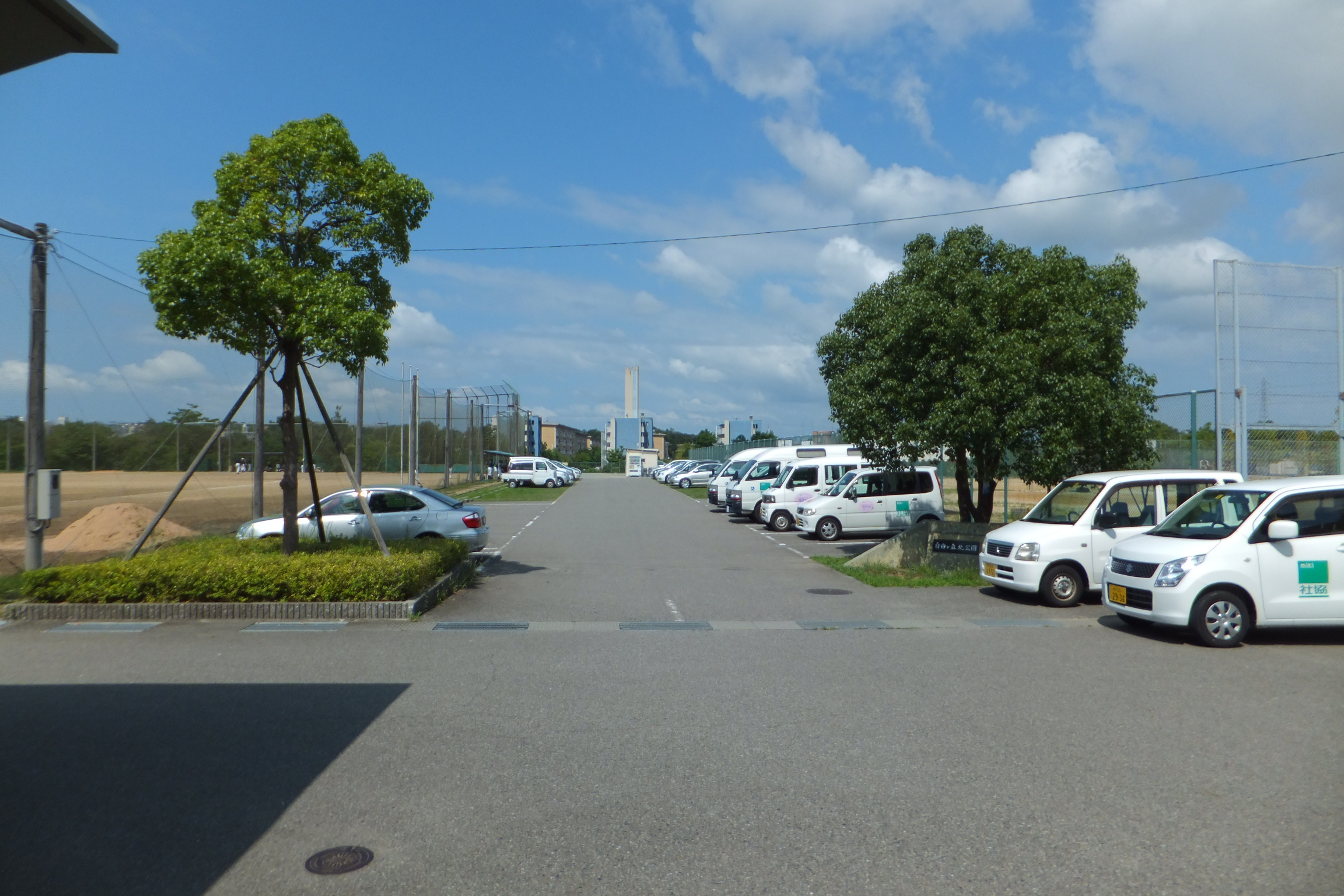
駐車場
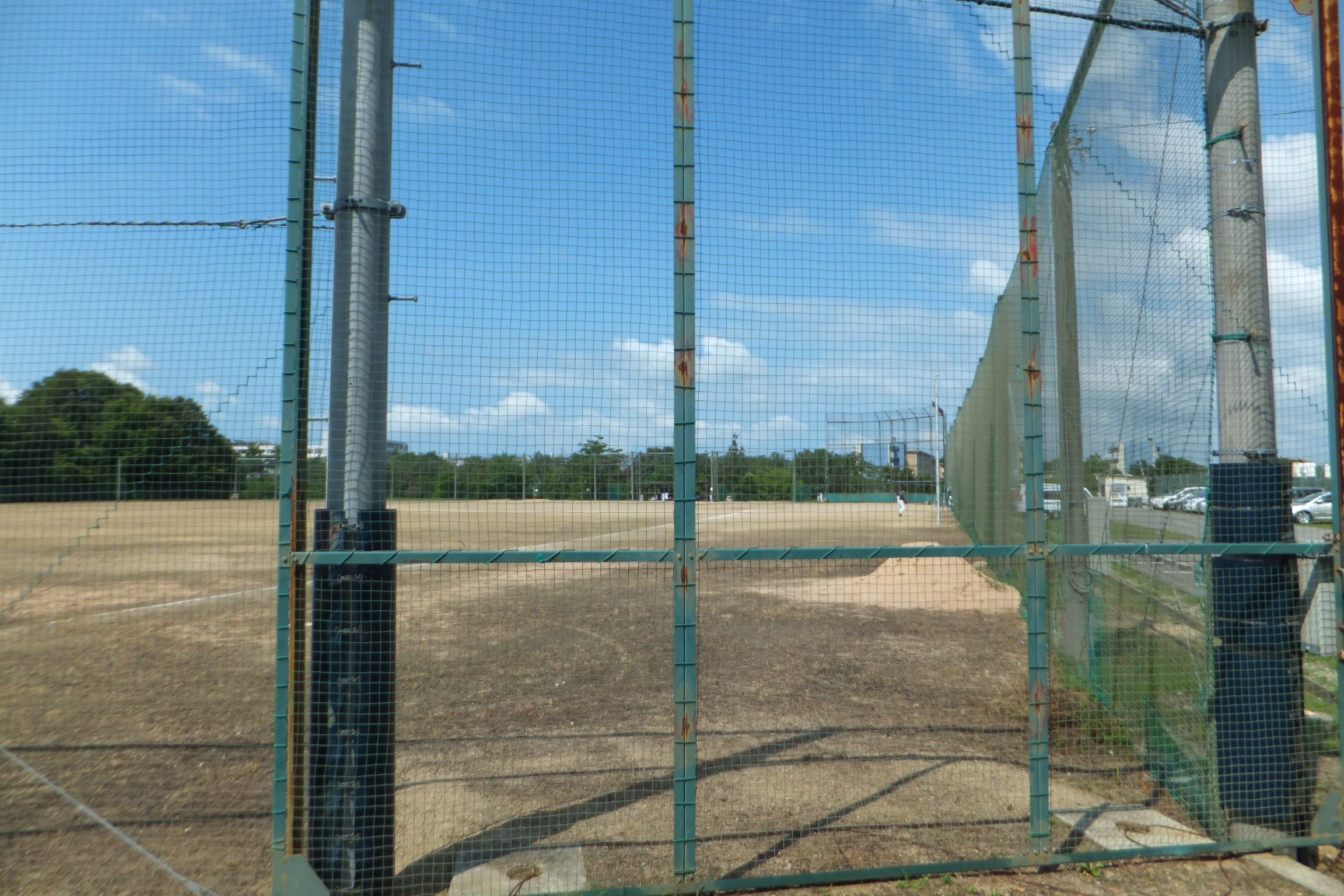
野球場
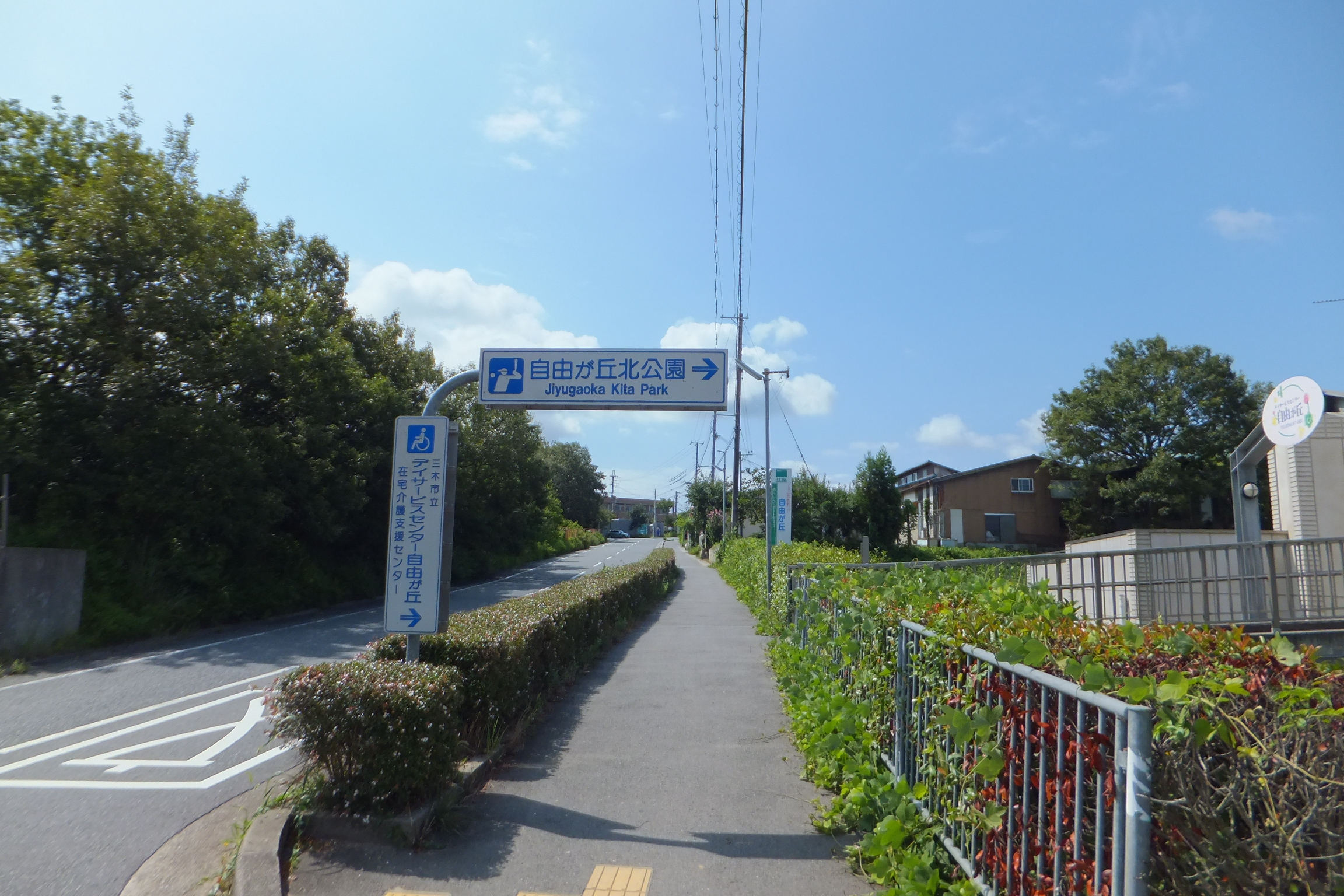
案内板

## 営業期間
毎週金曜日と12月28日から翌月の1月4日以外の8時半から18時半まで利用可能である。（但し金曜日が国民の祝日ならば、その翌日が休園日）